# The Girl Dodger
The Girl Dodger er en amerikansk stumfilm fra 1919 af Jerome Storm.

## Medvirkende
- Charles Ray som Cuthbert Trotman
- Doris May som Anita Graham
- Hallam Cooley som Harry Travistock
- Jack Nelson som Billy
- Leota Lorraine som Pinkie le Rue